# (16437) 1988 XX1
(16437) 1988 XX1 est un astéroïde de la ceinture principale de 4,390 km de diamètre découvert en 1988.

## Description
(16437) 1988 XX1 a été découvert le 7 décembre 1988 à Harvard, dans l'État du Massachusetts, aux États-Unis, par l'observatoire Oak Ridge.

### Caractéristiques orbitales
L'orbite de cet astéroïde est caractérisée par un demi-grand axe de 2,58 UA, un périhélie de 2,010 UA, une excentricité de 0,19 et une inclinaison de 14,42° par rapport à l'écliptique. Du fait de ces caractéristiques, à savoir un demi-grand axe compris entre 2 et 3,2 UA et un périhélie supérieur à 1,666 UA, il est classé, selon la JPL Small-Body Database, comme objet de la ceinture principale.

### Caractéristiques physiques
(16437) 1988 XX1 a une magnitude absolue (H) de 13,5 et un albédo estimé à 0,400, ce qui permet de calculer un diamètre de 4,390 km. Ces résultats ont été obtenus grâce aux observations du Wide-field Infrared Survey Explorer (WISE), un télescope spatial américain mis en orbite en 2009 et observant l'ensemble du ciel dans l'infrarouge, et publiés en 2011 dans un article présentant les premiers résultats concernant les astéroïdes de la ceinture principale.